# كارل هوب
كارل هوب (بالإنجليزية: Carl Hoppe)‏ هو رسام أمريكي، ولد في 22 أغسطس 1897 في سان أنطونيو في الولايات المتحدة، وتوفي في 15 يناير 1981.